# محمد البكر
محمد فهد البكر لاعب كرة قدم سعودي ، يلعب كمدافع.

## مسيرة اللاعب
لعب سابقاً في نادي الطائي ونادي الجبلين والنادي العربي ونادي اللواء.